# La vacanza del diavolo
La vacanza del diavolo (The Devil's Holiday) è un film del 1931 diretto da Jack Salvatori.

## Produzione
Il film è prodotto dalla Paramount negli studi di Joinville-le-Pont, presso Parigi, dove la casa americana realizzava contemporaneamente versioni dello stesso film in più lingue usando, per ogni versione, attori provenienti dai paesi originali della lingua stessa. Questo film diretto per la versione italiana da Jack Salvatori, che aveva avuto in precedenza esperienze hollywoodiane, aveva nel cast attori arrivati dall'Italia per girare queste tipologie di pellicole.
Questa esperienza delle pluriversioni durò circa due anni, poi il doppiaggio effettuato anche a Roma mise fine a queste produzioni. Il film ebbe cinque versioni oltre a quella italiana: 
- americana, regia di Edmund Goulding;
- francese, regia di Alberto Cavalcanti;
- spagnola, regia di Adelqui Millar;
- svedese regia di Gustaf Bergman;
- tedesca, regia di Leo Mittler.